# Idaea pentalienata
Idaea pentalienata là một loài bướm đêm trong họ Geometridae.